# Ana Jakšić
Ana Jakšić est une joueuse de volley-ball serbe née le 16 janvier 1986 à Zemun. Elle mesure 1,84 m et joue au poste de centrale. Elle totalise 40 sélections en équipe de Serbie.

## Clubs
| Club                 | De        | À         |
| -------------------- | --------- | --------- |
| Postar 064 Belgrade  | 1998-1999 | 2005-2006 |
| OK Hit Nova Gorica   | 2006-2007 | 2006-2007 |
| Yeşilyurt Istanbul   | 2007-2008 | 2007-2008 |
| Jedintsvo Uzice      | 2008-2009 | 2008-2009 |
| Tent Obrenovac       | 2009-2010 | 2009-2010 |
| SV Sinsheim          | 2011-2012 | 2011-2012 |
| ŽOK Varadin          | 2012-2013 | 2012-2013 |
| Étoile Rouge         | 2013-2014 | 2013-2014 |
| SCM Craiova          | 2014-2015 | 2014-2015 |
| Pursaklar Belediyesi | 2015-2016 | 2015-2016 |
| SCM Craiova          | 2016-2017 | 2016-2017 |
| OK Partizan          | 2017-2018 | 2017-2018 |
| ŽOK Dinamo           | 2018-2019 | …         |

## Palmarès

### Équipe nationale
- Championnat du monde des moins de 20 ans
  - Finaliste : 2005.

### Clubs
- Championnat de Serbie
  - Vainqueur : 2006.
- Coupe de Serbie
  - Vainqueur : 2004, 2005, 2006.
- Championnat de Slovénie
  - Vainqueur : 2007
- Coupe de Slovénie
  - Vainqueur : 2007.